# لي شياوبنغ
لي شياوبينغ (بالصينية: 李霄鹏) (مواليد 20 يونيو 1975 في كينغداو) لاعب كرة قدم صيني دولي معتزل كان يجيد اللعب في خط الوسط .

## روابط خارجية
- لي شياوبنغ على موقع الاتحاد الدولي (مؤرشف)  (الإنجليزية)
- لي شياوبنغ على موقع ناشيونال فوتبول تيمز (الإنجليزية)